# Cigadung (Banjarharjo)
Cigadung is een bestuurslaag in het regentschap Brebes van de provincie Midden-Java, Indonesië. Cigadung telt 5652 inwoners (volkstelling 2010).